# Gareth Wardlaw
Gareth Wardlaw (Kirkcaldy, 7 maart 1979) is een Schotse voetballer (aanvaller), die sinds 2011 voor de Schotse tweedeklasser Ayr United FC uitkomt. Voordien speelde hij onder meer voor St. Mirren FC.